# Santovka
Santovka é um município da Eslováquia, situado no distrito de Levice, na região de Nitra. Tem 17,87 km² de área e sua população em 2018 foi estimada em 638 habitantes.

## Demografia
| Ano:        | 1994 | 2004   | 2014    | 2024   |
| ----------- | ---- | ------ | ------- | ------ |
| Broj ljudi: | 904  | 837    | 699     | 655    |
| Razlika:    |      | -7,41% | -16,48% | -6,29% |

| Ano:               | 2023 | 2024   |
| ------------------ | ---- | ------ |
| Número de pessoas: | 651  | 655    |
| Diferença:         |      | +0,61% |